# Sint-Elooisprijs 2012
De 57e editie van de Belgische wielerwedstrijd Sint-Elooisprijs werd verreden op 19 juni 2012. De start en finish vonden plaats in Ruddervoorde. De winnaar was Steven Caethoven, gevolgd door Jens Keukeleire en Kurt Hovelijnck.

## Uitslag
| Sint-Elooisprijs 2012 |                       |                                  |            |
| Plaats                | Naam                  | Ploeg                            | Tijd       |
| Winnaar               | Steven Caethoven      | Accent.Jobs-Willems Veranda's    | 3u 30' 15" |
| 2                     | Jens Keukeleire       | Orica-GreenEDGE                  | z.t.       |
| 3                     | Kurt Hovelijnck       | Landbouwkrediet-Euphony          | z.t.       |
| 4                     | Sep Vanmarcke         | Garmin-Barracuda                 | z.t.       |
| 5                     | Dieter Vanthourenhout | BKCP-Powerplus                   | z.t.       |
| 6                     | Bert-Jan Lindeman     | Vacansoleil-DCM Pro Cycling Team | z.t.       |
| 7                     | Gilles Devillers      | Landbouwkrediet-Euphony          | z.t.       |
| 8                     | Tom Vermeer           | Nutrixxion-Abus                  | z.t.       |
| 9                     | Steven Van Vooren     | Topsport Vlaanderen-Mercator     | z.t.       |
| 10                    | Frederik Veuchelen    | Vacansoleil-DCM Pro Cycling Team | z.t.       |

1952 · 1953 · 1954 · 1955 · 1956 · 1957 · 1958 · 1959 · 1960 · 1961 · 1962 · 1963 · 1964 · 1965 · 1966 · 1967 · 1968 · 1969 · 1970 · 1971 · 1972 · 1973 · 1974 · 1975 · 1976 · 1977 · 1978 · 1979 · 1980 · 1981 · 1982 · 1983 · 1984 · 1985 · 1986 · 1987 · 1988 · 1989 · 1990 · 1991 · 1992 · 1993 · 1994 · 1995 · 1996 · 1997 · 1998 · 1999 · 2000 · 2001 · 2002 · 2003 · 2004 · 2005 · 2006 · 2007 · 2008 · 2009 · 2010 · 2011 · 2012 · 2013 · 2014 · 2015 · 2016 · 2017 · 2018 · 2019 · 2020 · 2021 · 2022